# Елвіс (фільм, 1979)
Елвіс (англ. Elvis) — американська біографічна драма 1979 року про творчий шлях Елвіса Преслі, знята режисером Джоном Карпентером. Фільм знятий для показу на телебаченні.

## Сюжет
Музично-біографічна драма, що розповідає про початок творчого шляху нікому не відомого співака і про народження його зоряної слави.

## У ролях
| Актор             | Роль                 |
| ----------------- | -------------------- |
| Курт Рассел       | Елвіс Преслі         |
| Шеллі Вінтерс     | Гледіс Преслі        |
| Бінг Расселл      | Вернон Преслі        |
| Роберт Грей       | Ред Вест             |
| Сізон Габлі       | Прісцилла Преслі     |
| Пет Гінгл         | Полковник Том Паркер |
| Мелоді Андерсон   | Бонні                |
| Ед Беглі молодший | Д.Дж. Фонтана        |
| Джеймс Каннінг    | Скотті Мур           |
| Чарльз Сайферс    | Сем Філліпс          |
| Пітер Гоббс       | Джим Денні           |
| Лес Ленном        | Сонні Вест           |
| Елліотт Стріт     | Біл Блек             |
| Ренді Грей        | Елвіс у дитинстві    |
| Вілл Джордан      | Ед Салліван          |
| Джо Мантенья      | Джо Еспозіто         |
| Гейлен Томпсон    | Генк Сноу            |
| Еллен Траволта    | Маріон Кейскер       |
| Чарлі Годж        | грає самого себе     |
| Крістіан Берріган |                      |
| Роберт Крістофер  |                      |
| Марк Деніс        |                      |

| Актор               | Роль             |
| ------------------- | ---------------- |
| Маріо Галло         |                  |
| Дель Гінклі         |                  |
| Теодор Леманн       |                  |
| Джек МакКаллок      |                  |
| Ларрі Пеннелл       |                  |
| Кен Смолка          |                  |
| Девід Гант Стеффорд |                  |
| Денніс Стюарт       |                  |
| Дік Янг             |                  |
| Мег Вайллі          | бабуся           |
| Нора Боланд         | вчителька        |
| Феліція Фінск       | Ліза Марі        |
| Ларрі Геллер        | грає самого себе |
| Джим Грінліф        | другий репортер  |
| Ронні Макдауелл     | виконавець пісні |
| Вільям Енгус Ервін  |                  |
| Лютер Феар          | водій            |
| Гелен Келлі         | фанат Елвіса     |
| Джек Філпот         | піаніст          |
| Ед Руффало          |                  |
| Джіммі Вільямс      | капрал           |
| Ебі Янг             | Наталі Вуд       |